# Paradasygyius
Paradasygyius is een geslacht van kreeftachtigen uit de klasse van de Malacostraca (hogere kreeftachtigen).

## Soort
- Paradasygyius depressus (Bell, 1835)